# 그린 라운드
그린 라운드(Green Round)는 자연보호를 주제로 한 다자간 국제협상이다. 자연보호 문제를 협상에 올려 국제적으로 합의된 환경 기준을 만든 후 이에 미달하는 무역상품에 대해서는 상계관세 부과 등 각종 제재조치를 가하도록 하자는 것으로 선진국에서 제기되고 있다. 그린라운드는 환경규제를 이유로 무역을 규제하고 있기 때문에 신흥 개발도상국들에게는 또다른 무역장벽이 될 우려가 있다.
GR에 대한 논의는 1992년 6월 브라질의 리우 데 자네이루(Rio de Janeiro)에서 개최된 UN환경개발회의(UNCED)에서 '환경적으로 안전하고 지속적인 개발의 원칙'이 채택 ․ 천명됨으로써 국제무역과 환경보호문제는 새로운 전기를 맞게 되어 GATT에서도 새로운 환경문제에 대처하지 않으면 안 되게 되었다.
이 회의에서 채택된 선언이 '리우선언(Rio Declaration)'이며, 그 실천 강령이 '의제21(Agenda 21)'이다. 그리고 이 회의에서 채택된 국제환경협약이 기후변화협약, 생물다양성협약, 산림원칙성명 등이다. 이후 GR은 1993년 12월 15일에 UR협상이 타결되고, 이어 1994년 4월 모로코의 마라케시에서 개최된 각료회의에서 WTO설립협정이 서명됨에 따라 그 출범이 이루어지게 되었다.
이 각료회의에서는 WTO 산하에 무역 ․ 환경위원회를 설치하여 앞으로 2년간 무역과 환경의 상호관계를 검토하여 보고하도록 규정하고 있다. 무역환경위원회는 다자간협상체제의 유지와 환경보전 간의 조화를 기본방향으로 다자간협상체제와환경목적의 무역조치와의 관계를 검토할 것이다.
또한 동위원회는 (1) 환경목적의 부과금과 세금, (2) 상품표준과 기술적 규제, 포장, 상표부착 및 재활용을 포함한 환경보호 목적상의 요건 등 두 가지 사항과 다자간협상체제 하의 규정 간의 관계를 검토할 예정이어서, 이 위원회는 향후 환경목적을 위한 내용과 한계, 처리방법, 분쟁해결절차 등을 관리하게 된다.
GR의 목적은 지구환경의 능률적 보전, 지속적인 경제개발의 유지, 천연자원의 합리적 이용, 환경보전비용의 공정한 부담, 세계의 공정한 수출경쟁의 촉진, 비관세장벽의 강화 억제, 오염자부담원칙의 준수 등이다.